# Café Filho
João Fernandes Campos Café Filho BTO • GCTE (Natal, 3 de fevereiro de 1899 – Rio de Janeiro, 20 de fevereiro de 1970) foi um advogado e político brasileiro, tendo sido o 18.º presidente do Brasil entre 24 de agosto de 1954 e 8 de novembro de 1955. Também foi o 13.º vice-presidente do país entre 1951 e 1954, função que assumira paralelamente com a de presidente do Senado Federal.
Foi o único potiguar e o primeiro protestante a ocupar a presidência da república do Brasil (junto com Ernesto Geisel, são os únicos protestantes que presidiram o Brasil). Também foi o primeiro a exercer a Presidência tendo nascido após a Proclamação da República.

## Biografia

### Primeiros anos
Nascido no Rio Grande do Norte trabalhou como jornalista durante a juventude. Entre 1918 e 1919 atuou como o primeiro goleiro do Alecrim Futebol Clube, sendo o único presidente a já ter atuado como jogador competitivo de futebol adulto. 

### Início da carreira política
Café Filho participou da Aliança Liberal na campanha de 1930. Em 1933, fundou o Partido Social Nacionalista (PSN) do Rio Grande do Norte, e alguns anos mais tarde, o Partido Social Progressista de Ademar Pereira de Barros. Em 1934 e 1945 foi eleito deputado federal. De novembro de 1937 a maio de 1938 esteve exilado na Argentina, visando evitar prisão no Brasil, em conta de diariamente, na Câmara, denunciar a iminência do golpe. Anteriormente, em 14 de outubro de 1937, sua residência foi invadida pela polícia e seu cunhado Raimundo Fernandes foi preso. Café ficou escondido até 16 de outubro, quando o deputado José Matoso de Sampaio Correia conseguiu asilo político na embaixada da Argentina.

### Eleições de 1950
Nas eleições de 1950, o governador de São Paulo e líder do Partido Social Progressista Ademar de Barros impôs o nome de Café Filho à vice-presidência como condição de apoiar a candidatura de Getúlio Vargas. Getúlio resistiu pois o nome de Café Filho desagradava militares e igreja católica, que o consideravam um político de tendências esquerdistas. Café Filho foi contra a aplicação da Lei de Segurança Nacional em 1935. Em outubro de 1937, foi contra o estado de guerra solicitado pelo Governo com base no Plano Cohen, falso documento para legitimar a ditadura do Estado Novo. No parlamento fazia campanha contra o cancelamento do registro do PCB e a extinção do mandato dos parlamentares comunistas, além de ser defensor do divórcio.
Ademar, no entanto, se irritou com a resistência de Getúlio e lançou uma advertência pela imprensa: "A eleição de Vargas depende do PSP", afirmara o governador paulista. E conclui: "A candidatura do Café Filho a vice-presidente será mantida, custe o que custar". O Partido Trabalhista Brasileiro (PTB) acabou formalizando ao Tribunal Superior Eleitoral (TSE) o nome de Café Filho como vice apenas na data limite do registro eleitoral. Mesmo companheiro de chapa, Getúlio nunca confiou em Café Filho.
Nas eleições de 1950 a escolha do vice era desvinculada do presidente. Mesmo assim, Café Filho foi eleito vice-presidente com uma diferença de 200 mil votos para o segundo colocado, Odilon Duarte Braga da União Democrática Nacional (UDN).
Além de ser eleito vice-presidente naquela eleição, Café Filho também foi reeleito deputado federal pelo Rio Grande do Norte (algo possível na legislação eleitoral da época). Na ocasião, conseguiu ser o deputado federal mais votado de seu estado com mais de 19 mil votos, superando políticos como Aluízio Alves, Djalma Marinho, Valfredo Gurgel, Jerônimo Dix-huit Rosado e José Augusto Bezerra de Medeiros.

### Vice-presidente

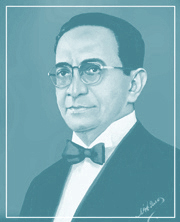
Foto oficial como Vice-presidente do Brasil e Presidente do Senado Federal

Na qualidade de vice-presidente da República, Café Filho também assumiu a função de presidente do Senado Federal entre 1951 e 1954.
Em 20 de setembro de 1951 foi agraciado com a Grã-Cruz da Ordem Militar da Torre e Espada, do Valor, Lealdade e Mérito de Portugal.
Após o atentado da rua Tonelero, o país entrou em grave crise política. Café Filho sugeriu, então, a Getúlio Vargas, que ambos renunciassem ao governo simultaneamente, abrindo as chances para um governo interino de coalizão.  Vargas disse a Café que consultaria amigos e pensaria a respeito; consultou o ministro da justiça, Tancredo Neves, que recomendou rejeitar o plano, afirmando que era um golpe de Café Filho. Getúlio avisou a Café Filho que não renunciaria. Café Filho respondeu que, rejeitada sua proposta, não devia mais lealdade a Getúlio: "Caso o senhor deixe desta ou daquela maneira este palácio, a minha obrigação constitucional é vir ocupá-lo".

### Presidente da República

Café Filho, em 1954. Arquivo Nacional.

Com o suicídio de Vargas em 24 de agosto de 1954, assumiu a presidência, exercendo o cargo até novembro de 1955. Em 26 de abril desse ano foi agraciado com a Grã-Cruz da Banda das Três Ordens.

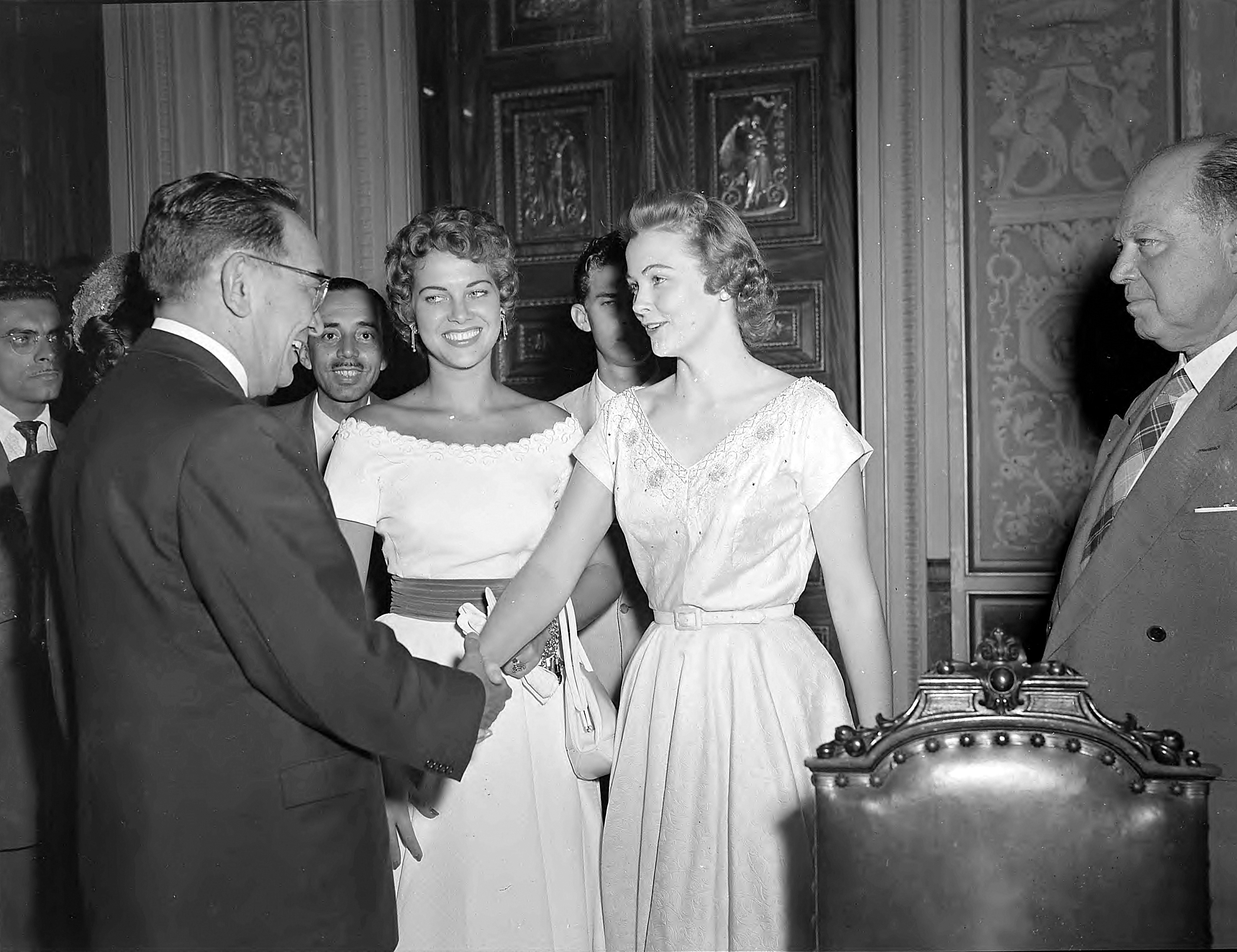
Café Filho recebe Martha Rocha e Miriam Stevenson

Seu governo foi marcante pelas medidas econômicas liberais comandadas pelo economista Eugênio Gudin, defensor de uma política econômica ortodoxa, reduzindo gastos públicos como combate às dificuldades da economia, além de limitar o crédito, criar uma taxa única de energia elétrica (Fundo Federal de Eletrificação) e a retenção automática do imposto de renda sobre os salários, tendo como norte o combate à inflação (Getúlio Vargas havia em 1º de março decretado um aumento de 100% no salário mínimo, uma proposta de João Goulart, seu ex-ministro do trabalho).

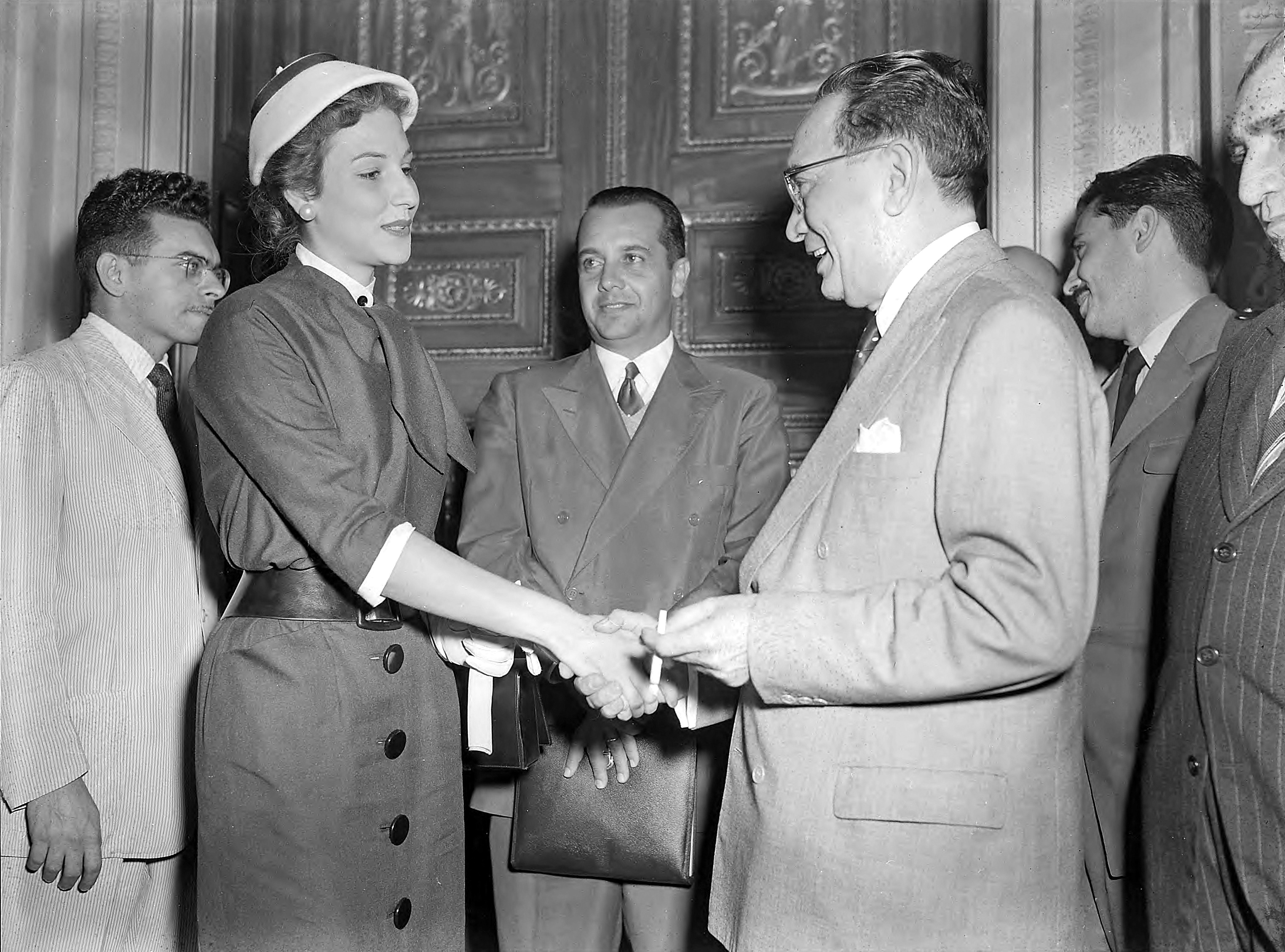
Café Filho recebe a Miss Brasil Emília Barreto

Gudin pediu demissão em 4 de abril, em razão do descontentamento de cafeicultores paulistas com o "confisco cambial" e também pelo pedido de substituição da presidência do Banco do Brasil feito pelo Governador de São Paulo Jânio Quadros: o paulista Alcides da Costa Vidigal no lugar do baiano Clemente Mariani. Tratava-se de um acordo político: Quadros não concorreria para presidente em 1955 e apoiaria Juarez Távora, já Café daria ao Governador a indicação do presidente do BB, do Ministério da Viação e Obras Públicas e faria um empréstimo para o estado de São Paulo. O sucessor definitivo de Gudin foi o paulista José Maria Whitaker, defensor da cafeicultura e opositor do "confisco cambial". "No curto mandato de Whitaker, há que se destacar ainda a suspensão de compras de café pelo governo que provocou protestos tanto junto aos cafeicultores quanto junto ao IBC e descontentamento de autoridades importantes." (SARETTA, 2003). A recusa dos ministros na aprovação da reforma cambial causou a saída de José Maria Whitaker, em 11 de outubro de 1955. Mário Leopoldo Pereira da Câmara o substituiu e exerceu o cargo até 31 de janeiro do ano seguinte.
Segundo o site da Presidência, "Destacaram-se, ainda, em sua administração a criação da Comissão de Localização da Nova Capital Federal, a inauguração, em janeiro de 1955, da usina hidrelétrica de Paulo Afonso e o incentivo à entrada de capitais estrangeiros no país, que repercutiria no processo de industrialização que se seguiu".
Para ter apoio parlamentar, Filho declarava o caráter provisório do seu governo e que não possuía maiores pretensões políticas. Foi, portanto, um governo conciliador, com a participação de militares, empresários e políticos.
Em 3 de novembro de 1955 foi afastado da presidência em razão de um distúrbio cardiovascularpor, assumindo em seu lugar o presidente da Câmara, Carlos Luz, que foi deposto logo em seguida por tentar impedir a posse do presidente eleito Juscelino Kubitschek.

### Eleições de 1955 e o Movimento de 11 de Novembro
Nas eleições presidenciais de 1955, o governador de Minas Gerais, Juscelino Kubitschek, do PSD, e o vice João Goulart, do PTB, derrotaram o candidato apoiado por Café Filho, general Juarez Távora. Sob a ameaça de golpe pela UDN e uma ala do exército visando remoção de quadros e vícios remanescentes do varguismo, Café Filho manteve-se pelo menos indiferente quanto ao respeito às instituições, o que levou o general Henrique Lott, seu ministro da Guerra, que votara no candidato oficial, a desferir um golpe de Estado preventivo (o "retorno aos quadros constitucionais vigentes") para garantir a posse de Juscelino.
Alegando questões de saúde, Café Filho licenciou-se do cargo de presidente da República alguns meses antes de Juscelino ser empossado, assumindo interinamente Carlos Luz, então presidente da Câmara. Por pressão do general Lott, Carlos Luz foi deposto e impedido de governar, assumindo a presidência interina Nereu Ramos, então vice-presidente do Senado. Na época, para garantir a posse dos eleitos JK e Jango, aprovou-se o estado de sítio e o impedimento (confirmado pelo STF) de Café Filho, pois este declarou que pretendia retornar a ocupar o cargo.

### Após a presidência
Após a presidência, Café Filho trabalhou em uma imobiliária no Rio de Janeiro até ser nomeado em 1961 pelo governador Carlos Lacerda para o cargo de ministro do Tribunal de Contas da Guanabara. Permaneceu como ministro até a sua aposentadoria, em 1969. Em livro de memórias, afirmou que "quanto a não estar preparado para exercer a presidência da República, reconheço que não estava e ninguém está." Seu falecimento foi lastimado por muitas autoridades, como o almirante Augusto Rademaker, então vice-presidente do Brasil, e Bento Munhoz da Rocha, ex-governador do Paraná, que afirmou sentir sua morte "profundamente, como a de um companheiro insubstituível". Foi sepultado no Cemitério de São João Batista, no Rio de Janeiro.

## Prêmios e condecorações
- Ordem da Bandeira Iugoslava, 1ª Classe, Iugoslávia (21 de agosto de 1951)[30]
- Grã-Cruz da Ordem Militar da Torre e Espada, do Valor, Lealdade e Mérito, Portugal (20 de setembro de 1951)[31]
- Grã-Cruz da Banda das Três Ordens, Portugal (22 de abril de 1955)[32]